# Бецови неурони
Бецови (енгл. Betz) неурони су велике нервне ћелије, пирамидног облика које се налазе у примарном моторном подручју коре великог мозга. Бетсови неурони имају око 60 μm у пречнику, а аксони су им дебели око 16μm. Ова влакна проводе импулсе брзином од око 70 m/s. Има их око 34.000 у свакој хемисфери мозга.